# Apion frumentarium
Apion frumentarium (Synonym: Apion miniatum) ist ein Käfer aus der Familie der Brentidae, Unterfamilie Apioninae, die in die Verwandtschaft der Rüsselkäfer gehört. Zur Gattung Apion wurden traditionell sehr viele und verschiedenfarbige Arten gezählt, heute umfasst die Gattung nur noch die Arten der ehemaligen Untergattung Apion s. str. Sie besitzen alle einen einfarbig roten Körper. Die Gattung Apion ist in Europa mit neun teilweise schwer zu unterscheidenden Arten vertreten.

## Bemerkungen zum Namen
Der Gattungsname Apion von altgriechisch ἄπιον ‚ápion‘ ‚Birne‘ bezieht sich auf die Körperform des Tieres, diese Form findet sich jedoch auch bei verwandten Gattungen. Der Artname frumentarium bedeutet ,an Getreide lebend‘.  Der Erstbeschreiber Linnaeus war der Auffassung, die Larve der Art lebe von Weizenkörnern. Deswegen trug die Art auch zeitweise den deutschen Namen Roter Kornwurm, was vermutlich auf eine Verwechslung der Larven des Kornkäfers mit Larven von Apion frumentarium zurückzuführen ist. Die schwarzen Larven des Kornkäfers sind kurz nach der Häutung rot. Die Larve von Apion frumentarium entwickelt sich jedoch in verschiedenen Ampfer-Arten. Den deutschen Gattungsnamen Spitzmausrüssler oder Spitzmäuschen tragen die kleinen Käfer wegen des zu einem Rüssel ausgezogenen Kopfes.
Bei der Auswertung von Literatur ist zu beachten, dass Apion frumentarium (Linnaeus) nicht identisch ist mit Apion frumentarium (Paykull). 
Apion frumentarium (Linnaeus) ist synonym zu Apion miniatum (Germar) und in der Erstausgabe des Standard-Werkes Freude-Harde-Lohse wird unter Apion frumentarium (Paykull) die Art Apion haematodes (Kirby) beschrieben. So ist auch der häufig zu findende Name Sauerampfer-Spitzmausrüssler nicht als Name für Apion frumentarium (Linnaeus), sondern für Apion haematodes (Kirby) korrekt. Dieser benutzt hauptsächlich Großen und Kleinen Sauerampfer als Wirtspflanze, während Apion frumentarium (Linnaeus) andere Ampferarten bevorzugt.
| Aufsicht und Front               | Unterseite                                                          |
| Abb. 1: Aufsicht und Front       | Abb. 2: Unterseite                                                  |
| Seitenansicht des Kopfes         | Mittleres Bein koloriert gelb:Trochanter; blau:Schenkel; grün:Hüfte |
| Abb. 3: Seitenansicht des Kopfes | Abb. 4: Ausschnitt Unterseite                                       |

## Merkmale des Käfers
Der 3,3 bis 4,5 Millimeter lange Käfer ist einfarbig hellrot und oberseits fein und dünn behaart. Die übrigen mitteleuropäischen Arten der Gattung sind durchschnittlich kleiner. 
Der Kopf ist nach vorn zu einem Rüssel ausgezogen, der von oben gesehen gleichbleibend dick ist. Er ist etwa so lang wie der übrige Kopf. In Seitenansicht ist er nach unten gebogen (Abb. 3). Die kleinen Mundwerkzeuge sitzen an der Spitze des Rüssels. Die Oberlippe fehlt. Die elfgliedrigen Fühler sind seitlich etwa an der Mitte des Rüssels eingelenkt. Die kurze Fühlergrube verläuft nach hinten und unten. Die elfgliedrigen Fühler sind nicht gekniet und enden in einer dreigliedrigen Keule. Das letzte Glied ist geringelt, so wird eine viergliedrige Keule vorgetäuscht (Abb. 3). Die gewölbten Augen liegen auf der Seite des Kopfes. Der Kopf ist grob punktiert, die Punktur erstreckt sich über die gesamten Schläfen, diese sind hinten nicht glänzend glatt und nicht sehr fein quergestrichelt (Abb. 3). Der Kopf verbreitert sich nach hinten konisch, er ist vom Augenvorderrand bis zum Halsschild deutlich länger als über den Augen breit. Von der Seite betrachtet sind die Schläfen im Verhältnis zum Augendurchmesser länger als bei den anderen Arten der Gattung.  
Der Halsschild ist am Vorderrand wenig breiter als der Kopf und hinten breiter. Die Seiten sind mäßig gewölbt und vor der Mitte am breitesten, davor eingeschnürt. Kopf und Halsschild sind etwa gleich grob punktiert.
Die Flügeldecken sind gewölbt und erweitern sich nach hinten rundlich. Bereits an der Basis sind sie gemeinsam deutlich breiter als der Halsschild, die Schultern sind deutlich ausgebildet. Die Flügeldecken sind deutlich gestreift.  
Alle Beine enden in viergliedrigen Tarsen. Die Trochanteren (gelb in Abb. 4) sind groß und trennen die Schenkel (blau in Abb. 4) vollständig von den Hüften (grün in Abb. 4).

## Ei
Die Eier sind durchsichtig, 0,6 Millimeter lang und 0,35 Millimeter breit.

## Larve
Die Breite der Kopfkapsel beträgt beim ersten Larvenstadium durchschnittlich 0,26 Millimeter, beim zweiten 0,43 Millimeter und beim dritten und letzten 0,60 Millimeter.

## Biologie
Die Larven leben in Mitteleuropa im Wurzelhals und in den Stängeln von verschiedenen großwüchsigen Ampferarten, besonders im Fluss-Ampfer. Außerdem entwickelt sich die Larve in den Ackerunkräutern Emex spinosa (Stechampfer, Mittelmeergebiet) und Emex australis (Südafrika, nach Australien eingeschleppt) und Rheum-Arten. Die Art zeigt damit ein breiteres Spektrum an Wirtspflanzen als verwandte Arten, die bekannten Wirtspflanzen sind jedoch fast ausschließlich auf die Knöterichgewächse beschränkt. Die Wirtspflanzen charakterisieren möglicherweise verschiedene Rassen der Art, zumindest wurden Verhaltensunterschiede zwischen den europäischen Rumex-assoziierten und den Emex-assoziierten Tieren aus Israel festgestellt. In Mitteleuropa sind die Käfer von April bis Oktober anzutreffen. 
Für aus Israel von Emex spinosa stammende Exemplare ergaben sich im Labor folgende Beobachtungen. Die Imagines bohren zur Nahrungsaufnahme kleine Löcher in die Oberfläche der Blätter, die eine Fläche von etwa 1,6 mm² und geringe Tiefe haben (Einschusslöcher). Dabei wurden bei Fütterungsversuchen fast ausschließlich Knöterichgewächse akzeptiert, jedoch wurden mehr Pflanzenarten als Nahrungsquelle genutzt als für die Eiablage. Die Entwicklung bis zur Imago wurde nur bei Eiablage in den Gattungen Rumex und Emex abgeschlossen. Die Schädigung der Pflanze durch Fraß ist vernachlässigbar.
Nach Erreichen der Geschlechtsreife beginnen die Männchen mit Kopulationsversuchen. Versucht ein Männchen ein anderes Männchen zu besteigen, klopft der Bestiegene mit seinen Hinterleib auf den Untergrund und bricht damit den Versuch des Besteigers ab. Dieses Verhalten wurde jedoch bei den aus Israel stammenden Tieren der Untersuchung nicht beobachtet. Hier schienen die Männchen das Geschlecht der Artgenossen zu erkennen und bestiegen nur Weibchen.
Die Eier wurden einzeln in die Blattstiele oder an Stängeln abgelegt. Die Weibchen bohren dazu den Fraßlöchern ähnliche Vertiefungen in die Pflanze und legen ein Ei hinein. Das Loch ist jedoch zu klein um das Ei vollkommen aufzunehmen, der herausragende Teil wird mit einer schwarzen Hinterleibsausscheidung überhäuft. Die Eiablage erstreckte sich vom Winter bis zum Einsetzen der Sommerpause. Die Larven schlüpften nach fünf bis sieben Tagen aus dem Ei. Wenn sie im Blattstiel geschlüpft waren, bohrten sie sich auf die Sprossachse zu. Die Larven aus im Stängel abgelegten Eiern fraßen sich stängelaufwärts. Spätere Larvenstadien befanden sich im oberen Wurzelbereich und dem gesamten Stängel, vorwiegend im oberen Bereich. Es gibt drei Larvenstadien. Auch die Verpuppung findet in der Sprossachse und dem oberen Wurzelbereich statt. Die Gesamtentwicklung von Ei zur Imago dauerte drei bis vier Monate. Die frisch geschlüpften Imagines benötigen zur Ausfärbung etwa eine Woche.
Die Tiere verkrochen sich während des Sommers für etwa vier Monate im Boden, danach wurden sie wieder aktiv. Befallene Pflanzen von Emex spinosa sind am verkürzten Internodialabstand erkennbar. Bei zu dichtem Befall starben die Pflanzen.
Die Art zeigt einen einjährigen Entwicklungszyklus. Die Anzahl der abgelegten Eier hängt stark von der zur Verfügung stehenden Wirtspflanze ab. Es zeigte sich nicht die gleiche Reihenfolge in der Präferenz der Pflanzenarten für die Eiablage wie für die Nahrungsaufnahme. Der Fluss-Ampfer war in der Untersuchung nicht eingeschlossen, bei Emex spinosa wurden während der Hauptaktivität pro Weibchen in vierzehn Tagen durchschnittlich knapp vierzig Eier abgelegt, bei verschiedenen Rumex-Arten war die Eiablage jedoch noch höher.
Beim Stumpfblättrigen Ampfer (Rumex obtusifolius) legen die Weibchen die Eier auf die Mittelrippe der unteren Blätter ab. Die Larven bohren nur in den unteren Partien des Stängels und in den Wurzeln. In den oberen Bereichen des Stängels findet man dagegen die verwandte Art Perapion violaceum (Kirby).

## Verbreitung
Die Art ist von Mittel- und Vorderasien über weite Teile Europas verbreitet. Der Käfer wurde zur biologischen Kontrolle des Ackerunkrauts Emex australis (erfolglos) nach Australien eingeführt.

## Gefährdung
Die Art gilt in Deutschland als ungefährdet.